# Cynorhinella canadensis
Cynorhinella canadensis is een vliegensoort uit de familie van de zweefvliegen (Syrphidae). De wetenschappelijke naam van de soort is voor het eerst geldig gepubliceerd in 1922 door Charles Howard Curran.